# Базлан (Болцано)
Базлан (итал. Baslan) је насеље у Италији у округу Болцано, региону Трентино-Јужни Тирол.
Према процени из 2011. у насељу је живело 58 становника. Насеље се налази на надморској висини од 378 м.